# Moisés Omill
Moisés Omill (San Fernando del Valle de Catamarca, 1817 - ca. 1872) fue un comerciante y político argentino que ejerció como gobernador de la provincia de Catamarca por varios meses en 1862, además de ejercer el mismo cargo como interino en otras tres oportunidades.

## Biografía
Hijo de Antonio Omill y de María Ignacia Robín, se dedicó en su juventud al comercio, y ejerció varios cargos públicos en la época de la Organización Nacional, entre ellos el de legislador provincial y juez.
Tras la desarticulación de la Confederación Argentina como resultado de la batalla de Pavón, el 1 de enero de 1862 la provincia de Catamarca fue invadida por una fracción del ejército del Estado de Buenos Aires al mando de Marcos Paz. El gobernador Samuel Molina huyó a Chile, y fue reemplazado por Francisco Rosa Galíndez por orden del mismo Paz; todos los funcionarios y empleados públicos fueron despedidos. Éste organizó elecciones de legisladores, en las cuales se les impidió participar a los federales; con una cantidad ínfima de votos, triunfó la lista armada por Galíndez, y la nueva legislatura eligió como su presidente a Moisés Omill; a continuación, ordenó la elección de un gobernador interino, que resultó ser el mismo Omill. Dos días más tarde, la legislatura eligió al gobernador titular, que resultó ser José Luis Lobo, un conocido de Paz, adicto al mitrismo.
El partido liberal catamarqueño estaba formado por unos pocos hombres, ninguno de los cuales descollaba entre los demás, por lo que cada uno de ellos aspiraba a la supremacía; la situación política se volvió muy inestable, y tras varias conspiraciones, el 3 de abril renunció Lobo. El presidente de la Legislatura, que seguía siendo Omill, asumió el mando como interino, pero inmediatamente comenzó a armar un partido propio para quedarse en el gobierno, con el apoyo de los senadores nacionales electos, Ángel Aurelio Navarro y Gregorio Moreno, y con el del diputado nacional electo Dermidio Ocampo. Contaba también con el apoyo del gobernador de Tucumán, el cura José María del Campo, y con el también tucumano Marcos Paz, que pronto sería elegido vicepresidente de la Nación pero que ya había regresado a Buenos Aires. Frente a él tenía un partido algo más popular, dirigido por Ramón Rosa Correa, un nuevo líder político con más prestigio, y que se hizo apoyar por algunos federales; tenía también el apoyo de Bartolomé Mitre, candidato único a la presidencia, del gobernador de Santiago del Estero, Manuel Taboada, y de varios caudillejos del interior de la provincia, como Melitón Córdoba (de Santa María), José Domingo Vildoza (de Ancasti) y Luis Quiroga (de Tinogasta).
El 3 de mayo, la legislatura declaró gobernador a Ramón Rosa Correa por una mayoría ajustada; pero Omill objetó la elección, declarando que el triunfador no había obtenido la mayoría absoluta, y que uno de los legisladores era un ciudadano español. El 6 de junio decretó la anulación de la elección de Correa; de modo que los correístas llamaron en su auxilio a Taboada, y los partidarios de Omill al cura Campo. Este último se movió más rápidamente, y en dos combates en El Chiflón (al pie de la cuesta del Portezuelo), y en  Sumampa (Paclín) resultaron vencedores los partidarios de Omill, que se hizo proclamar gobernador titular por lo que quedaba de la Legislatura, y se dedicó a perseguir a sus enemigos. Su más grave error fue encarcelar al coronel Vildoza, un caudillo no especialmente capaz, pero casado con una mujer de gran carácter, Eulalia Ares; esta dirigió una revolución que se inició con varias mujeres y rápidamente contagió a los militares descontentos: durante la noche del 17 al 18 de agosto tomaron el centro de la capital, mientras Omill huía hacia Tucumán. Durante la mañana siguiente, una reunión de sus partidarios en la plaza declaró gobernador interino a Pedro Cano, que doce días más tarde entregaba el gobierno a Correa, recién regresado de Santiago de Estero, donde se había refugiado.
Durante los meses siguientes, los dos bandos estuvieron varias veces a punto de enfrentarse militarmente, pero Mitre envió un regimiento al mando del coronel Anselmo Rojo a impedir toda sublevación.
De todos modos, la provincia continuó sacudida por sucesivos alzamientos militares y conspiraciones civiles: en los siguientes cinco años, ocho personas ocuparían la gobernación, varios de ellos más de una vez. En medio de esas idas y vueltas, Omill regresó a Catamarca y volvió a ser elegido diputado y a presidir la legislatura. En tal carácter, asumió interinamente el gobierno durante tres semanas en 1867, pero ya no tenía un partido con el cual aspirar a ser elegido gobernador titular. Su mandato venció en 1868, y ya no fue elegido nuevamente. El último cargo público que desempeñó fue el de juez de riñas de gallos en 1871.